# Lynne Watson
Lynne Watson (n. 22 noiembrie 1952, Perth, Australia de Vest, Australia) este o înotătoare ce a reprezentat Australia, medaliată olimpică. A participat la o ediție a Jocurilor Olimpice (1968) în care a câștigat două medalii de argint.